# Ken Baird
Kenneth „Ken“ Steward Baird (* 1. Februar 1951 in Flin Flon, Manitoba; † 18. Dezember 2016 in Snow Lake, Manitoba) war ein kanadischer Eishockeyspieler, der im Verlauf seiner aktiven Karriere unter anderem 349 Spiele in der World Hockey Association absolvierte und für den Duisburger SC in Deutschland spielte.

## Spielerkarriere

### In Nordamerika
Ken Baird spielte während seiner Juniorenkarriere für die Flin Flon Bombers und die Estevan Bruins. Dabei stellte er bei den Bombers einen Teamrekord für die meisten erzielten Tore eines Defensivspielers auf.
Die California Golden Seals wählten ihn an 15. Position im NHL Amateur Draft 1971 aus.
Ken Baird spielte unter anderem von 1972 bis 1977 für die Edmonton Oilers in der früheren World Hockey Association, der damaligen Konkurrenzliga zur National Hockey League und gewann in der Saison 1977/78 mit den Winnipeg Jets die Meisterschaft und damit die AVCO World Trophy.
Schon beim zweiten Heimspiel der Edmonton Oilers in der Saison 1972/73 hatte es der aus Manitoba stammende Kanadier auf die Titelseite des Oilers-Stadionheftes geschafft – weil er sich im Auftaktspiel gegen die Cleveland Crusaders mit einem Gegenspieler einen ersten Fight geliefert hatte. Edmonton gewann die Partie gegen Cleveland mit 4:1.
Insgesamt spielte er 349 Spiele in der World Hockey Association und zehn Spiele in der National Hockey League. Er spielte für die Edmonton Oilers, Winnipeg Jets, Calgary Cowboys und die California Golden Seals.
In der NHL gelangen ihn bei seinen zehn Spielen zwei Assists, in der WHA erzielte er in insgesamt 349 Spielen 96 Tore und 105 Assists.

### In Deutschland
Nach dem Gewinn der Meisterschaft der nordamerikanischen Eishockeyliga World Hockey Association in der Saison 1977/78 kam er 1978 zusammen mit Lynn Powis und Mike Ford nach Deutschland zum Duisburger SC. Angeführt von diesen beiden Spielern schaffte Duisburg 1979 erstmals den Sprung in die Erstklassigkeit.
Auch im Trikot des Duisburger SC ging er keinem Zweikampf aus dem Weg. Ken Baird spielte in der Zeit von 1978 bis 1982 insgesamt 179 Mal für Duisburg, erzielte dabei 179 Tore, bereitete 177 weitere Treffer vor und verbrachte 596 Minuten auf der Strafbank.
Hier lernte er auch seine Frau Uschi kennen, mit der er später nach Kanada zurückkehrte.
Ken Baird beendete seine aktive Spielerkarriere nach der Saison 1981/82 beim Duisburger SC.

## Erfolge und Auszeichnungen
- 1978 Avco-World-Trophy-Gewinn mit den Winnipeg Jets

## Nach der Spielerkarriere
Als Teil der ersten Oilers-Mannschaft war Ken Baird dabei, als sich der NHL-Club aus Edmonton in April 2016 von seiner alten Arena, dem Rexall Place, verabschiedete. Dabei stand er mit Ausnahmespielern wie Wayne Gretzky und Mark Messier auf dem Eis.
Im Dezember 2016 verstarb Ken Baird im Alter von 65 Jahren.